# Moussonia larryskogii
Moussonia larryskogii är en tvåhjärtbladig växtart som beskrevs av Ram.-roa. Moussonia larryskogii ingår i släktet Moussonia och familjen Gesneriaceae. Inga underarter finns listade i Catalogue of Life.